# WOH G64
WOH G64 — звезда в созвездии Золотой Рыбы, четвёртая из крупнейших известных звёзд.
WOH G64 — красный сверхгигант спектрального класса M7,5. Расположена в соседней галактике Большое Магелланово Облако. Расстояние до Солнечной системы составляет примерно 163 тыс. св. лет.
Точные параметры WOH G64 неизвестны. Первоначально предполагалось, что светимость этой звезды— 490 000 солнечных, исходя из того, что звезда окружена сферической оболочкой, а температура её поверхности составляет 3008 K, что говорило о массе 40 солнечных и радиусе 2575 солнечных, то есть будучи помещённой в центр солнечной системы звезда поглотила бы Сатурн. Последующие исследования, проведённые с помощью телескопа VLT в Чили, показали, что пыль и газ вокруг звезды образуют тор, а не сферическую оболочку, что снижает светимость WOH G64 до 280 000 солнечных, массу до 25 солнечных, а предполагаемый радиус звезды до 1730 радиусов Солнца, что в пределах погрешности измерений равен радиусу звезды UY Щита (1516—1900 солнечных). Размер газопылевого тора может достигать 30 000 а. е.
Астрофизики считают, что WOH G64 потеряла от одной десятой до трети своей массы за счёт звёздного ветра. Звезда завершит своё существование и станет сверхновой через несколько тысяч или десятков тысяч лет.
Согласно исследованиям, опубликованным в марте 2009 года, радиус звезды составляет лишь 1540 радиусов Солнца, то есть звезда не является самой большой из известных, уступая по размерам звёздам Стивенсон 2-18, UY Щита и NML Лебедя, но остаётся крупнейшей в Большом Магеллановом Облаке. Пылевая оболочка вокруг звезды может скрывать несколько планет, так как она очень большая (см. выше).
В статье 2018 года указана светимость 432 000 солнечных и температура 3500 K. Это говорит о радиусе 1788 солнечных, что больше радиуса UY Щита, но меньше радиуса Стивенсон 2-18.